# 빔메르뷔시

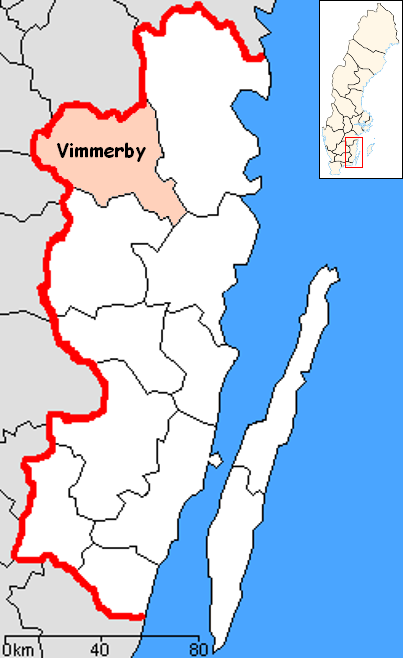
빔메르뷔 시의 위치

빔메르뷔시(스웨덴어: Vimmerby kommun)는 스웨덴 칼마르주에 위치한 지방 자치체로 행정 중심지는 빔메르뷔이며 면적은 1,219.8km2, 인구는 15,636명(2016년 12월 31일 기준), 인구 밀도는 13명/km2이다.

시 문장